# Матвеев, Константин Константинович (минералог)
Константи́н Константи́нович Матве́ев (21 февраля [5 марта] 1875, Камышлов — 21 декабря 1954, Свердловск) — русский советский геолог, минералог, педагог, профессор, доктор геолого-минералогических наук (1942), общественный деятель, действительный член Всесоюзного минералогического общества. Один из основателей Уральской школы минералогов и геохимиков.

## Биография
Родился 21 февраля (5 марта) 1875 года в семье учителя в Камышлове Пермской губернии. Его дед был екатеринбургским мастеровым.
В 1895 году окончил Оренбургский учительский институт, работал учителем начальной школы, затем конторщиком на Пермской железной дороге. Заведовал Мотовилихинским начальным училищем (1885—1901). В 27 лет сдал экзамен на аттестат зрелости и поступил в Императорский Санкт-Петербургский университет, где учился до 1907 года.
С 1 сентября по 4 декабря 1907 года преподавал естественную историю в 1-м Петербургском реальном училище. Затем работал в геофизических (Апшерон, 1908—1909) и геологических (Западное Приуралье, 1909—1910, Забайкалье, 1914—1917) экспедициях.
В 1913 году был приглашён академиком В. И. Вернадским на работу в Минералогический музей. С 1913 по 1918 год работал в Радиевой комиссии Императорской Академии наук. Член Уральского общества любителей естествознания.
С 1918 года — один из создателей и преподаватель Уральского горного института. С июля по октябрь 1919 года — и. о. ректора.
Декан геолого-разведочного факультета, 1920—1921; профессор с 1920 года. Организовал кафедры минералогии и минералогический музей в Уральском горном институте (1918), Уральском университете (1920). Заведовал кафедрой минералогии и кристаллографии Уральского горного института (1918—1920, 1925—1949), Уральского университета (1920—1925, 1932—1935). Доктор геолого-минералогических наук (1942). Организатор и первый председатель Уральского отделения Всесоюзного минералогического общества. Консультант Екатеринбургской (Свердловской) гранильной фабрики (1924—1940). Одновременно в 1920-е годы читал специальный курс по технологии обработки камня.
Был награждён орденом Ленина.
Умер 21 декабря 1954 года. Похоронен на Михайловском кладбище в Екатеринбурге.

## Научная деятельность
К. К. Матвеев изучал месторождения радиоактивных руд и монацита в Забайкалье, титановых руд на Урале, месторождений золота (Джетыгара, Кочкарь).
Учёному принадлежит открытие Гумбейского месторождения вольфрама и Елизаветинского месторождения кобальта.
Один из создателей уральской школы минералогов и геохимиков, Уральского геологического музея, Уральского геологического общества. Председатель Комиссии по охране научных, культурных и художественных ценностей, организатор и первый председатель Уральского отделения Всесоюзного минералогического общества, член организационного комитета Уральского государственного университета, руководитель Рабочей комиссии в Облплане Уральской области по проблеме самоцветного сырья, камнерезной и гранильной промышленности, член УОЛЕ.

## Память
В честь К. К. Матвеева назван минерал — матвеевит, открытый Б. В. Чесноковым.

## Семья
Жена — Ксения Михайловна Матвеева (урождённая Лёвшина), первая заведующая кафедрой иностранных языков Свердловского горного института. Происходила из дворянского рода Левшиных.
- Сын — лингвист, профессор Александр Константинович Матвеев (1926—2010), внук — писатель, журналист Андрей Александрович Матвеев, внук — Константин Александрович Матвеев, внучка — писательница Анна Александровна Матвеева, внучка — Юлия Александровна Матвеева.